# 艾佛遜·艾蘭蒂斯·迪·奧利華拉
艾利馬奧（Everson Arantes de Oliveira，1982年11月29日—），全名為艾佛遜·艾蘭蒂斯·迪·奧利華拉，是巴西的足球運動員，位置為後衛或中場。

## 球會生涯
艾利馬奧曾效力青年人體育會，給定位為中後衛。
2008年5月15日，他加盟阿德萊德聯隊取替退役的球會傳奇球員艾拉芝治。在2008-09 A聯賽的第9輪，他射入了他本賽季第一個進球為阿德萊德在2-1擊敗珀斯光榮。
今年1月，艾利馬奧射入了他在球會中的第二個進球，該場是以替補身份出場對悉尼FC。

## 榮譽
高士路:
- 巴西甲組足球聯賽: 2003
- 巴西盃: 2003
- 明尼路州聯賽: 2004

## 連結
- Adelaide United profile
- （葡萄牙文） CBF profile